# هوب إيدلمان
هوب إيدلمان (بالإنجليزية: Hope Edelman)‏ هي كاتِبة أمريكية، ولدت في 17 يونيو 1964 في نيويورك في الولايات المتحدة.

## وصلات خارجية
- الموقع الرسمي